# Elitserien w piłce siatkowej mężczyzn
Elitserien siatkarzy – najwyższy poziom rozgrywek klubowych w piłce siatkowej w Szwecji. Po raz pierwszy rozgrywki o mistrzostwo Szwecji zorganizowano w 1962 roku. Jak dotychczas najwięcej tytułów mistrzowskich zdobył klub Lidingö SK.

## Medaliści
| Sezon                                                                         | Mistrz                                                       | Wynik                                                        | Wicemistrz                                                   |                                                              | 3. miejsce                                                   | Wynik                                                        | 4. miejsce                                                   |
| ----------------------------------------------------------------------------- | ------------------------------------------------------------ | ------------------------------------------------------------ | ------------------------------------------------------------ | ------------------------------------------------------------ | ------------------------------------------------------------ | ------------------------------------------------------------ | ------------------------------------------------------------ |
| 1962                                                                          | Kolbäcks VK                                                  |                                                              | Kallhälls BK                                                 |                                                              |                                                              |                                                              |                                                              |
| 1963                                                                          | Kolbäcks VK                                                  |                                                              |                                                              |                                                              |                                                              |                                                              |                                                              |
| 1964                                                                          | Kallhälls BK                                                 |                                                              | Kolbäcks VK                                                  |                                                              |                                                              |                                                              |                                                              |
| 1965                                                                          | Kolbäcks VK                                                  |                                                              |                                                              |                                                              |                                                              |                                                              |                                                              |
| 1966                                                                          | Lidingö SK                                                   |                                                              |                                                              |                                                              |                                                              |                                                              |                                                              |
| 1967                                                                          | Lidingö SK                                                   |                                                              | Kolbäcks VK                                                  |                                                              |                                                              |                                                              |                                                              |
| 1967/1968                                                                     | Lidingö SK                                                   |                                                              |                                                              | Alingsås VK                                                  |                                                              |                                                              |                                                              |
| 1968/1969                                                                     | Lidingö SK                                                   |                                                              |                                                              |                                                              |                                                              | Alingsås VK                                                  |                                                              |
| 1969/1970                                                                     | Lidingö SK                                                   |                                                              |                                                              | Alingsås VK                                                  |                                                              |                                                              |                                                              |
| 1970/1971                                                                     | Lidingö SK                                                   |                                                              | Alingsås VK                                                  |                                                              |                                                              |                                                              |                                                              |
| 1971/1972                                                                     | Lidingö SK                                                   |                                                              |                                                              |                                                              |                                                              | Alingsås VK                                                  |                                                              |
| 1972/1973                                                                     | Lidingö SK                                                   |                                                              |                                                              |                                                              |                                                              |                                                              |                                                              |
| 1973/1974                                                                     | Lidingö SK                                                   |                                                              |                                                              |                                                              |                                                              |                                                              |                                                              |
| 1974/1975                                                                     | Lidingö SK                                                   |                                                              |                                                              |                                                              |                                                              |                                                              |                                                              |
| 1975/1976                                                                     | Lidingö SK                                                   |                                                              |                                                              |                                                              |                                                              |                                                              |                                                              |
| 1976/1977                                                                     | Lidingö SK                                                   |                                                              |                                                              |                                                              |                                                              |                                                              |                                                              |
| 1977/1978                                                                     | Lidingö SK                                                   |                                                              |                                                              |                                                              |                                                              |                                                              |                                                              |
| 1978/1979                                                                     | Lidingö SK                                                   |                                                              |                                                              |                                                              |                                                              |                                                              |                                                              |
| 1979/1980                                                                     | Lidingö SK                                                   |                                                              |                                                              |                                                              |                                                              |                                                              |                                                              |
| 1980/1981                                                                     | Lidingö SK                                                   |                                                              |                                                              |                                                              |                                                              |                                                              |                                                              |
| 1981/1982                                                                     | Floby VK                                                     |                                                              |                                                              |                                                              |                                                              |                                                              |                                                              |
| 1982/1983                                                                     | Progona VBK                                                  |                                                              |                                                              |                                                              |                                                              |                                                              |                                                              |
| 1983/1984                                                                     | Sollentuna VK                                                |                                                              |                                                              |                                                              |                                                              |                                                              |                                                              |
| 1984/1985                                                                     | Sollentuna VK                                                |                                                              |                                                              |                                                              |                                                              |                                                              |                                                              |
| 1985/1986                                                                     | Sollentuna VK                                                |                                                              |                                                              |                                                              |                                                              |                                                              |                                                              |
| 1986/1987                                                                     | Lidingö SK                                                   |                                                              |                                                              |                                                              |                                                              |                                                              |                                                              |
| 1987/1988                                                                     | Sollentuna VK                                                |                                                              |                                                              |                                                              |                                                              |                                                              |                                                              |
| 1988/1989                                                                     | Kungälvs VBK                                                 |                                                              |                                                              |                                                              |                                                              |                                                              |                                                              |
| 1989/1990                                                                     | Lidingö SK                                                   |                                                              |                                                              |                                                              |                                                              |                                                              |                                                              |
| 1990/1991                                                                     | Kungälvs VBK                                                 |                                                              |                                                              |                                                              |                                                              |                                                              |                                                              |
| 1991/1992                                                                     | Kungälvs VBK                                                 |                                                              |                                                              |                                                              |                                                              |                                                              |                                                              |
| 1992/1993                                                                     | Kungälvs VBK                                                 |                                                              | Lidingö SK                                                   |                                                              |                                                              |                                                              |                                                              |
| 1993/1994                                                                     | Uppsala VBS                                                  | 3 – 1                                                        | Örkelljunga VK                                               |                                                              |                                                              |                                                              |                                                              |
| 1994/1995                                                                     | Hylte VBK                                                    |                                                              | Örkelljunga VK                                               |                                                              |                                                              |                                                              |                                                              |
| 1995/1996                                                                     | Hylte VBK                                                    |                                                              |                                                              |                                                              |                                                              |                                                              |                                                              |
| 1996/1997                                                                     | Floby/Falköping (B1)                                         | 1 – 0                                                        | Örkelljunga VK (B2)                                          | IKSU (A1) Kungälvs VBK (B3)                                  | —                                                            | —                                                            |                                                              |
| 1997/1998                                                                     | IKSU (2)                                                     | 1 – 0                                                        | Örkelljunga VK (1)                                           | Floby/Falköping (3) Hylte VBK (6)                            | —                                                            | —                                                            |                                                              |
| 1998/1999                                                                     | Örkelljunga VK (1)                                           | 1 – 0                                                        | IKSU (2)                                                     | Uppsala VBS (3) Sollentuna VK (4)                            | —                                                            | —                                                            |                                                              |
| 1999/2000                                                                     | Hylte VBK (3)                                                | 1 – 0                                                        | IKSU (1)                                                     | Örkelljunga VK (4) Team Valla (7)                            | —                                                            | —                                                            |                                                              |
| 2000/2001                                                                     | Hylte VBK (2)                                                | 3 – 1                                                        | Örkelljunga VK (4)                                           | IKSU (1) Team Valla (6)                                      | —                                                            | —                                                            |                                                              |
| 2001/2002                                                                     | Örkelljunga VK (1)                                           | 3 – 0                                                        | Team Valla (3)                                               | Hylte VBK (2) Sollentuna VK (8)                              | —                                                            | —                                                            |                                                              |
| 2002/2003                                                                     | Örkelljunga VK (1)                                           | 3 – 0                                                        | Vingåkers VK (7)                                             | Hylte VBK (2) Team Valla (4)                                 | —                                                            | —                                                            |                                                              |
| 2003/2004                                                                     | Örkelljunga VK (1)                                           | 3 – 0                                                        | Sollentuna VK (2)                                            | Falkenbergs VBK (3) Team Valla-LiU (5)                       | —                                                            | —                                                            |                                                              |
| 2004/2005                                                                     | Hylte VBK (1)                                                | 3 – 1                                                        | VBK Tierp (2)                                                | Falkenbergs VBK (3) Örkelljunga VK (4)                       | —                                                            | —                                                            |                                                              |
| 2005/2006                                                                     | Hylte VBK (2)                                                | 3 – 2                                                        | Falkenbergs VBK (1)                                          | Team Valla-LiU (3) Habo Wolley (6)                           | —                                                            | —                                                            |                                                              |
| 2006/2007                                                                     | Falkenbergs VBK (1)                                          | 3 – 1                                                        | Hylte VBK (2)                                                | VBK Tierp (3) Team Valla (8)                                 | —                                                            | —                                                            |                                                              |
| 2007/2008                                                                     | Falkenbergs VBK (1)                                          | 3 – 1                                                        | Sollentuna VK (6)                                            | Vingåkers VK (4) Örkelljunga VK (8)                          | —                                                            | —                                                            |                                                              |
| 2008/2009                                                                     | Falkenbergs VBK (1)                                          | 3 – 0                                                        | Örkelljunga VK (3)                                           | Hylte VBK (2) Team Valla (4)                                 | —                                                            | —                                                            |                                                              |
| 2009/2010                                                                     | Linköpings VC (1)                                            | 3 – 2                                                        | Falkenbergs VBK (2)                                          | Sollentuna VK (3) Örkelljunga VK (4)                         | —                                                            | —                                                            |                                                              |
| 2010/2011                                                                     | Falkenbergs VBK (2)                                          | 3 – 1                                                        | Sollentuna VK (1)                                            | Örkelljunga VK (4) VBK Tierp (6)                             | —                                                            | —                                                            |                                                              |
| 2011/2012                                                                     | Linköpings VC (1)                                            | 3 – 1                                                        | Falkenbergs VBK (2)                                          | Örkelljunga VK (3) VBK Tierp (4)                             | —                                                            | —                                                            |                                                              |
| 2012/2013                                                                     | Hylte/Halmstad VBK (1)                                       | 3 – 1                                                        | Falkenbergs VBK (2)                                          | Linköpings VC (3) VBK Tierp (5)                              | —                                                            | —                                                            |                                                              |
| 2013/2014                                                                     | Falkenbergs VBK (2)                                          | 3 – 0                                                        | Linköpings VC (1)                                            | Hylte/Halmstad VBK (3) VBK Tierp (4)                         | —                                                            | —                                                            |                                                              |
| 2014/2015                                                                     | Linköpings VC (1)                                            | 3 – 0                                                        | Falkenbergs VBK (2)                                          | Örkelljunga VK (3) Hylte/Halmstad VBK (4)                    | —                                                            | —                                                            |                                                              |
| 2015/2016                                                                     | Falkenbergs VBK (1)                                          | 3 – 0                                                        | Linköpings VC (3)                                            | Hylte/Halmstad VBK (2)                                       | 2 – 0                                                        | Örkelljunga VK (4)                                           |                                                              |
| 2016/2017                                                                     | Linköpings VC (1)                                            | 3 – 0                                                        | Falkenbergs VBK (3)                                          | Örkelljunga VK (4)                                           | 2 – 0                                                        | Hylte/Halmstad VBK (2)                                       |                                                              |
| 2017/2018                                                                     | Hylte/Halmstad VBK (2)                                       | 3 – 0                                                        | Linköpings VC (1)                                            | Örkelljunga VK (5)                                           | 2 – 0                                                        | Falkenbergs VBK (3)                                          |                                                              |
| 2018/2019                                                                     | Linköpings VC (2)                                            | 3 – 1                                                        | Hylte/Halmstad VBK (1)                                       | Falkenbergs VBK (3)                                          | 2 – 0                                                        | Sollentuna VK (5)                                            |                                                              |
| 2019/2020                                                                     | Ze względu na pandemię COVID-19 rozgrywki zostały przerwane. | Ze względu na pandemię COVID-19 rozgrywki zostały przerwane. | Ze względu na pandemię COVID-19 rozgrywki zostały przerwane. | Ze względu na pandemię COVID-19 rozgrywki zostały przerwane. | Ze względu na pandemię COVID-19 rozgrywki zostały przerwane. | Ze względu na pandemię COVID-19 rozgrywki zostały przerwane. | Ze względu na pandemię COVID-19 rozgrywki zostały przerwane. |
| 2020/2021                                                                     | Hylte/Halmstad VBK (2)                                       | 2 – 0                                                        | Falkenbergs VBK (4)                                          |                                                              | Sollentuna VK (1)                                            | 2 – 0                                                        | Örkelljunga VK (3)                                           |
| 2021/2022                                                                     | Hylte/Halmstad VBK (1)                                       | 3 – 1                                                        | Falkenbergs VBK (2)                                          | Floby VK (4)                                                 | 2 – 0                                                        | Vingåkers VK (5)                                             |                                                              |
| 2022/2023                                                                     | Hylte/Halmstad VBK (1)                                       | 3 – 2                                                        | Habo Wolley (3)                                              | Sollentuna VK (7)                                            | 2 – 0                                                        | Lunds VK (4)                                                 |                                                              |
| 2023/2024                                                                     | Hylte/Halmstad VBK (2)                                       | 3 – 1                                                        | Floby VK (1)                                                 | Lunds VK (4)                                                 | 2 – 0                                                        | Habo Wolley (3)                                              |                                                              |
| 2024/2025                                                                     | Floby VK (2)                                                 | 3 – 0                                                        | Hylte/Halmstad VBK (1)                                       | Vingåkers VK (4)                                             | 2 – 0                                                        | Habo Wolley (6)                                              |                                                              |
| W nawiasie podane jest miejsce zajęte przez daną drużynę w fazie zasadniczej. |                                                              |                                                              |                                                              |                                                              |                                                              |                                                              |                                                              |

## Bilans klubów
| Klub            | Liczba tytułów |
| --------------- | -------------- |
| Lidingö SK      | 18             |
| Hylte VBK       | 12             |
| Falkenbergs VBK | 6              |
| Linköpings VC   | 5              |
| Kungälvs VBK    | 4              |
| Örkelljunga VK  | 4              |
| Sollentuna VK   | 4              |
| Floby VBK       | 3              |
| Kolbäcks VK     | 3              |
| IKSU Umeå       | 1              |
| Kallhälls BK    | 1              |
| Tapper/Progona  | 1              |
| Uppsala VBS     | 1              |